# Ильмень (Волгоградская область)
Ильмень — село в Руднянском районе Волгоградской области, административный центр и единственный населённый пункт Ильменского сельского поселения.
Основано в середине XVII века
Население - 1057 (2021)

## История
В Историко-географическом словаре Саратовской губернии, составленном в 1898—1902 годах, значится как слобода Руднянской волости Камышинского уезда Саратовской губернии. Заселена ориентировочно в середине XVIII века крестьянами малороссами из Полтавской, Харьковской губернии. В 1787 году была построена церковь (сгорела около 1817 года). В 1809 году открыт ильменский приход. В 1819 году построена новая церковь.
В XVIII веке земли слободы принадлежали Нарышкиным. До 1820 года крестьяне платили владельцу земли денежный оброк, с 1820 года были вынуждены отбывать барщину. В 1856 году крестьяне перешли во владение князей Четвертинских. По выходе из крепостной зависимости получили на 1114 душ 5013,5 десятин удобной, в т.ч. пашни 3108,5 десятины земли, и 88,5 неудобной земли. Крестьяне занимались хлебопашеством, отчасти рыболовством, после открытия Тамбовско-Камышинской дороги также извозом. В начале XIX века занимались извозом с Эльтонских соляных промыслов
В 1899 году в слободе имелись две школы: земская (с 1862 года) и церковно-приходская (с 1887 года)
С 1928 года - центр Ильменского сельсовета Руднянского района Камышинского округа (округ упразднён в 1930 году) Нижне-Волжского края (с 1935 года Сталинградского края,с 1936 года - Сталинградской области, с 1954 по 1957 год Балашовской области)

## Физико-географическая характеристика
Село находится в степной местности, в пределах Хопёрско-Бузулукской равнины, являющейся южным окончанием Окско-Донской низменности, на северо-западном берегу озера Ильмень, которым отделено от левого берега реки Терсы. Рельеф местности равнинный. Почвы - чернозёмы южные, в пойме Терсы- пойменные. Высота центра населённого пункта - около 110 метров над уровнем моря.
У села проходит автодорога, связывающая посёлки Рудня и Елань. По автомобильным дорогам расстояние до областного центра города Волгограда составляет 340 км, до районного центра посёлка Рудня - 18 км. 
Климат
Климат умеренный континентальный (согласно классификации климатов Кёппена - Dfb). Многолетняя норма осадков - 435 мм. Наибольшее количество осадков выпадает в июне иногда в мае - 51 мм, наименьшее в марте - 22 мм. Среднегодовая температура положительная и составляет + 6,3 °С, средняя температура самого холодного месяца января -10,1 °С, самого жаркого месяца июля +21,9 °С.
Часовой пояс
Село Ильмень, как и вся Волгоградская область, находится в часовой зоне МСК (московское время). Смещение применяемого времени относительно UTC составляет +3:00.

## Население
Динамика численности населения
| 1800 | 1850 | 1894 | 1897 | 1898 | 1911 | 1987  | 2002 |
| ---- | ---- | ---- | ---- | ---- | ---- | ----- | ---- |
| 1267 | 2280 | 3300 | 3466 | 3639 | 4180 | ≈1200 | 1189 |

| 2010  | 2012  | 2013  | 2014  | 2015  | 2016  | 2017  |
| ----- | ----- | ----- | ----- | ----- | ----- | ----- |
| 1156  | ↗1157 | ↘1153 | ↘1138 | ↘1127 | ↘1099 | ↘1067 |
| 2018  | 2019  | 2020  | 2021  |       |       |       |
| ↘1051 | ↗1058 | ↘1033 | ↗1057 |       |       |       |

## Известные уроженцы
- Дубовской, Фёдор Андреевич (1907—1977) — советский военный политработник, генерал-лейтенант.
- Плющенко Егор Павлович (1913-1993), советский инженер-строитель, награжден орденом Отечественной войны II степени